# 2024年美国总统选举阿拉斯加州选情
2024年11月5日星期二，阿拉斯加州举行了2024年美国总统选举，作为全美50个州及华盛顿特区同步进行的选举的一部分。阿拉斯加选民通过普选选出选举人，代表本州参与选举人团投票。根据2020年美国人口普查的结果，阿拉斯加的选举人票数维持3票不变。